# Ferrocarriles Nacionales de México
Ferrocarriles Nacionales de México (más conocida como N de M y especialmente en sus últimos años como FNM) fue una compañía ferroviaria estatal de México que desde 1908, operaba las líneas de ferrocarriles de carga y de pasajeros hasta su desaparición en 2001. Antes de 1938 una importante vía férrea controlada por el gobierno que unió a la Ciudad de México con ciudades como Ciudad Juárez, Nuevo Laredo y Matamoros en la frontera con Estados Unidos. Los primeros trenes a Nuevo Laredo desde la Ciudad de México comenzaron a operar en 1903.

## Historia

### Antecedentes
Los inicios del ferrocarril en México se remontan a las concesiones otorgadas por Maximiliano I de México continuadas después por Benito Juárez.
El antecedente original de la empresa fue creado bajo el mandato del gobierno de Porfirio Díaz, ya que bajo su gobierno de 30 años fue desarrollada la mayor parte de las vías férreas que actualmente existen. De hecho, antes del "Porfiriato", solo se había construido la vía del Mexicano, la cual iba desde la Ciudad de México a Veracruz, pues el mayor interés de Porfirio Díaz fue desarrollar al país industrialmente, pero tuvo un especial ahínco por el ferrocarril.

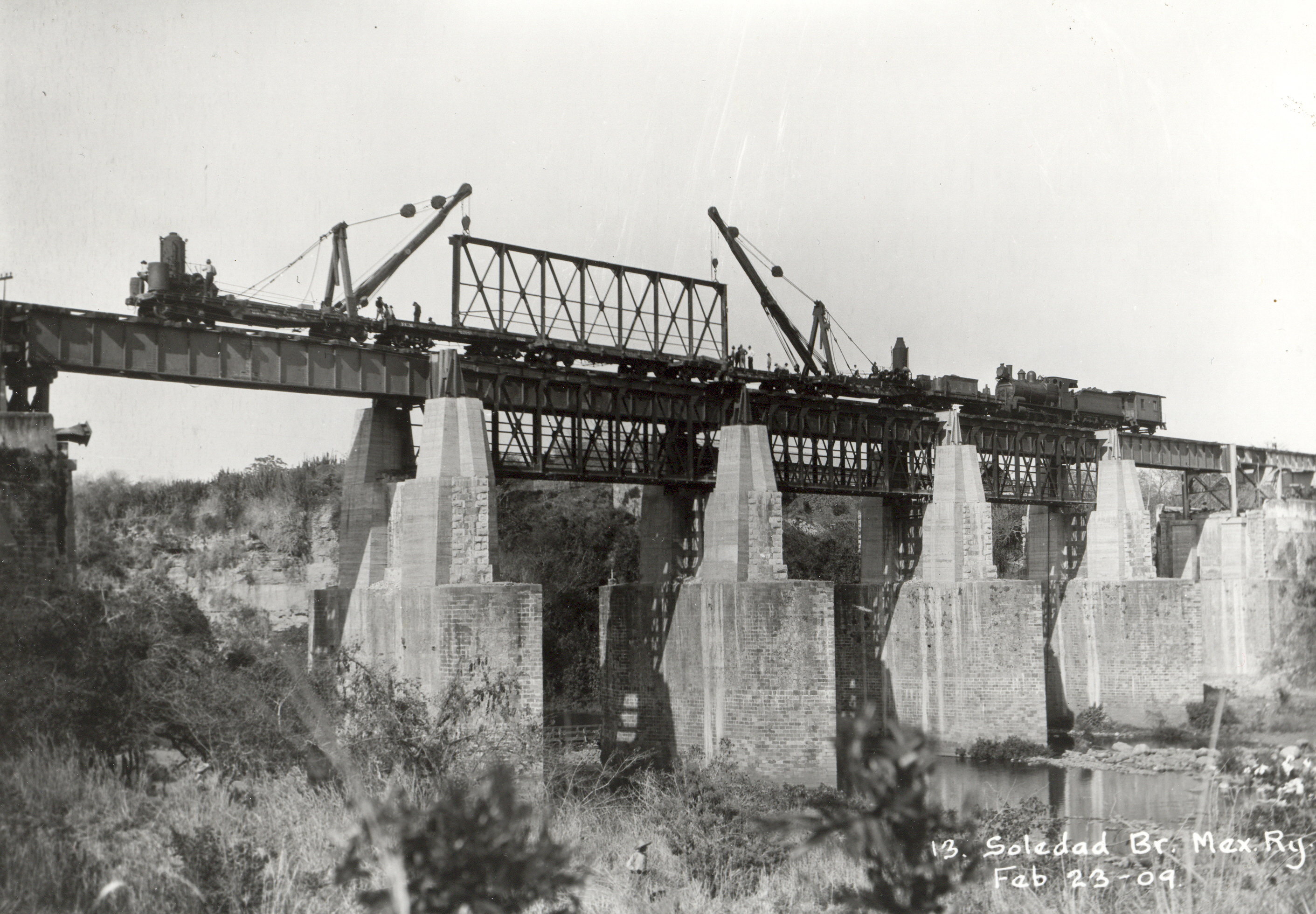
Construcción del Puente La Soledad en 1909.

La mayoría de los ferrocarriles de aquel entonces estaban administrados por empresas extranjeras y solo unos cuantos eran de origen nacional. Por ejemplo, el Ferrocarril Sud-Pacífico de México estaba bajo régimen del ferrocarril estadounidense Southern Pacific y algunas vías del noreste de México eran del ferrocarril Atchison, Topeka & Santa Fe. En el centro del país operaba la empresa Ferrocarril Central Mexicano, originalmente de capital extranjero. 
En 1898, José Ivés Limantour propuso regular el sistema de concesiones de las compañías ferrocarrileras sobre las futuras líneas a construirse a partir de 1900. Ese mismo año la Secretaría de Hacienda expidió la primera Ley General de Ferrocarriles. Esta ley estableció otorgar concesiones para tender líneas férreas únicamente cuando estas satisficieran las necesidades económicas del país y unieran el interior de la República con los puertos comerciales de mayor importancia.
El 29 de febrero de 1908 se firmó el convenio entre el gobierno federal y las fusionadas empresas con el fin de agrupar las líneas de ferrocarriles y fomentar la inversión en el sector, se creó la empresa Ferrocarriles Nacionales de México S.A. que fusionó a:  
- Ferrocarril Interoceánico de México (FCI)
- Ferrocarril Internacional
- Ferrocarril Panamericano
- Ferrocarril de Veracruz[3]

del Ferrocarril Central y el Ferrocarril Nacional para crear la Compañía de los Ferrocarriles Nacionales de México, en donde el Estado Mexicano tenía una participación aproximada del 58% de la red ferroviaria.
Ferrocarriles Nacionales de México fue creada para administrar las concesiones de todos los ferrocarriles del país, posteriormente surgieron también "empresas hermanas" las cuales fueron:
- Ferrocarril del Pacífico (FCP)
- Ferrocarril de Chihuahua al Pacífico (CH-P)
- Ferrocarril Sonora-Baja California (SBC)
- Ferrocarril Coahuila y Zacatecas (FC C Y Z)
- Ferrocarril Interoceánico de México (FCI)
- Ferrocarriles Unidos de Yucatán (U DE Y)

A pesar de que las empresas ferroviarias del país habían sido nacionalizadas, seguían, en parte, involucradas manos extranjeras. 

### Fundación

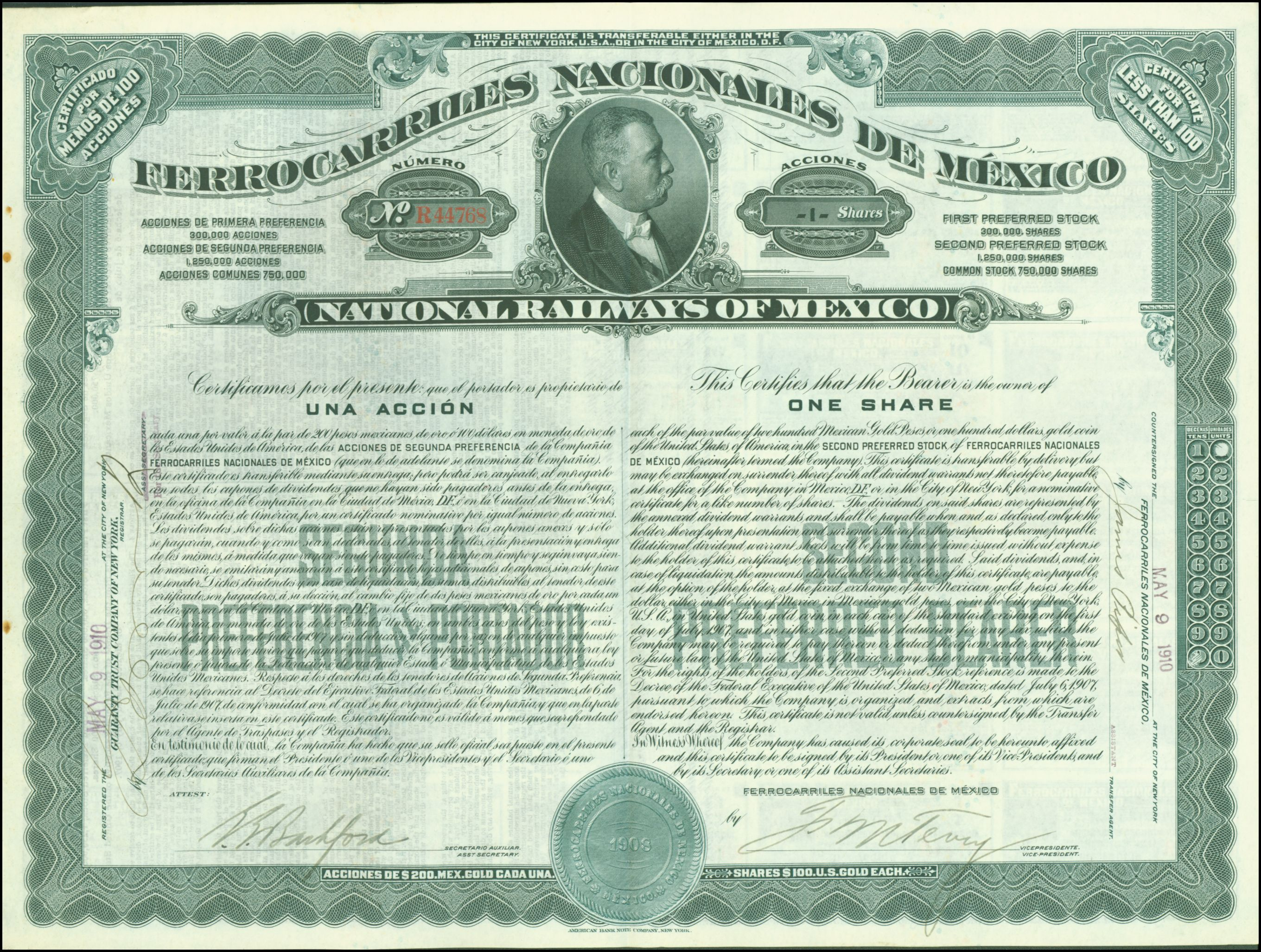
Participación de los Ferrocarriles Nacionales de México, emitida el 9 de mayo de 1910.

Posteriormente el General Lázaro Cárdenas del Río expropió los ferrocarriles y los puso bajo manos mexicanas completa y definitivamente el 23 de junio de 1937, decretó la nacionalización de la empresa Ferrocarriles Nacionales de México.
Más tarde, en el año de 1987, el gobierno mexicano decidió fusionar los ferrocarriles FCP, SBC y CH-P en una sola entidad y creó una gerencia para cada una de las regiones en que dividió al sistema de FNM: Centro, Sur, Pacífico, Pacífico norte, Sureste y Noreste, que eran supervisadas directamente por la Secretaría de Comunicaciones y Transportes en sus diferentes épocas.
Las siglas utilizadas por esta organización fueron N de M y la frase: Unir-Servir. Hasta los años 80 y después de los 90 hasta su desaparición las siglas fueron FNM.

### Privatización y disolución
En 1994 la primera línea férrea se privatizó, la cual era TFM en el gobierno de Carlos Salinas que otorgó en concesión las líneas del noreste y parte del centro y que en 2005 cambió de nombre y esquemas a KCSM. 

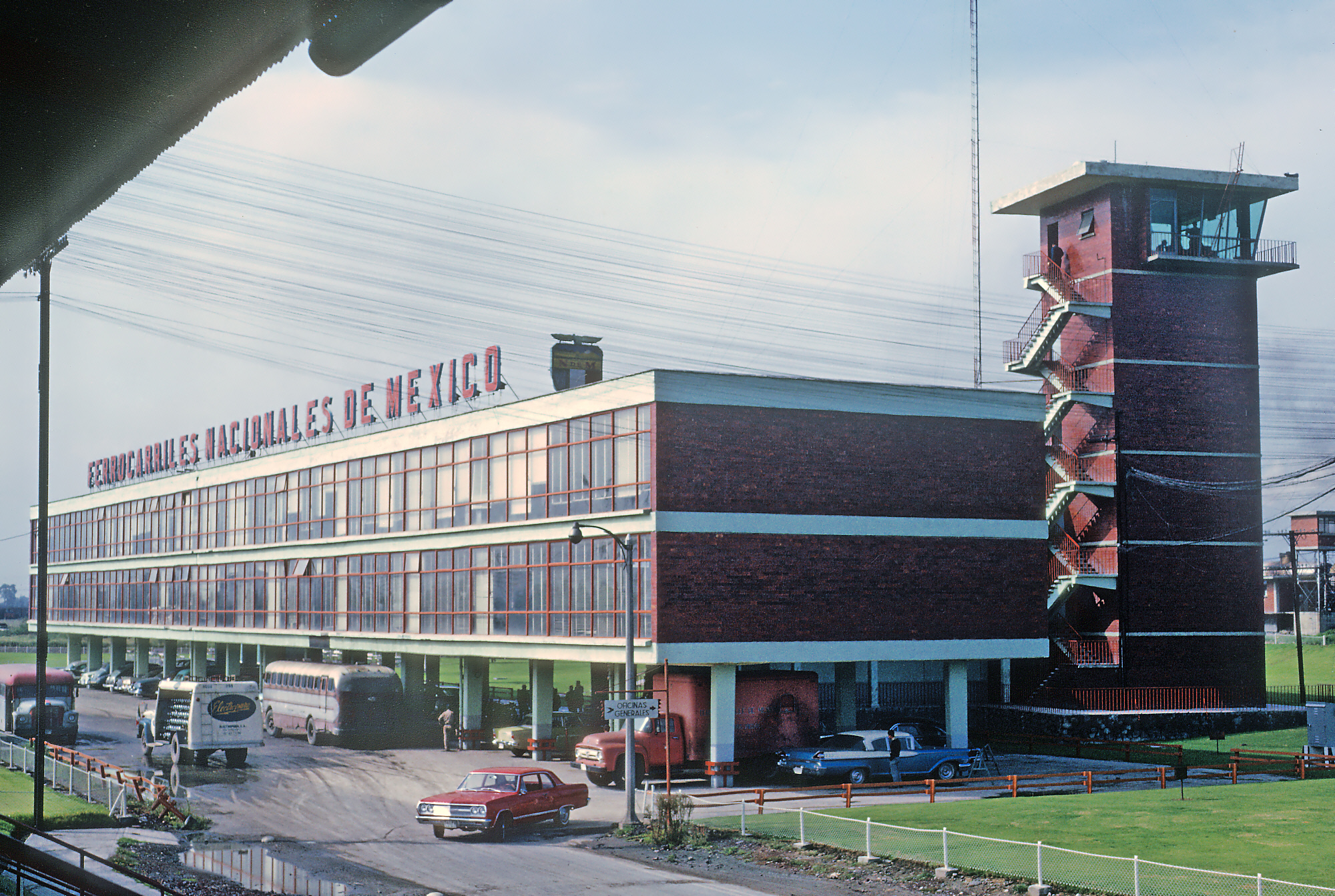
Oficinas de FNM en Tlalnepantla, México en 1966.

En 1995 el gobierno de Ernesto Zedillo anunció la privatización de FNM, cada vez se iba incorporando una empresa ferroviaria privada; por ejemplo, en toda la zona Pacífico del país FNM cerró operaciones durante todo el transcurso del año de 1997 y parte de 1998, quedando así la nueva empresa llamada Ferromex incorporada en febrero de 1998. Además se otorgaron concesiones por 50 años a cada una de las empresas privadas, cerrando FNM operaciones definitivamente en el transcurso de 1999, año en el que aún operaban servicios de pasajeros en los alrededores del Distrito Federal y de Ferrocarriles Nacionales de México surgieron las siguientes compañías:
- TFM, ahora Kansas City Southern de México.
- Ferrocarril Mexicano, ahora Grupo México Transportes.
- Ferrocarril del Sureste, ahora Ferrosur.
- Terminal Ferroviaria del Valle de México, ahora conocida como Ferrovalle.
- Línea Corta, ahora como Línea Coahuila Durango.

No fue sino hasta el 4 de junio de 2001, durante la presidencia de Vicente Fox, que la FNM como organización se extinguió oficialmente, según lo confirma una publicación en el Diario Oficial de México. FNM seguirá existiendo legalmente como una entidad ficticia estatal (como Ferrocarriles Nacionales de México en Liquidación) hasta la conclusión del proceso de liquidación.
Desde 2012, Ferrocarriles Nacionales de México en Liquidación, así como su proceso de liquidación asociado y liquidación de pasivos existentes ha sido encabezado por una subsecretaría de la Secretaría de Comunicaciones y Transportes (SCT).
En 2022, Ferrocarriles Nacionales de México en Liquidación aún posee algunas líneas donde no se pueden otorgar concesiones o se consideran de importancia para la economía nacional, como el Transístmico, que va desde Salina Cruz, Oaxaca a Coatzacoalcos, Veracruz, aunque sus operaciones directas son contratadas a empresas privadas.

### Nueva empresa
El 9 de julio de 2025 la presidenta Claudia Sheinbaum con Andrés Lajous anuncia la creación del Agencia de Trenes y Transporte Público Integrado (ATTRAPI), una empresa descentralizada y adscrito a la Secretaría de Infraestructura, Comunicaciones y Transportes (SICT), Su función de la empresa es liderar la planificación, construcción, supervisión y mantenimiento de la infraestructura ferroviaria, priorizando el transporte de pasajeros y su integración con sistemas urbanos de movilidad, dando una sucesión total a Ferrocarriles Nacionales de México.

## Material rodante
Durante los días de las locomotoras de vapor, FNM era conocido por operar locomotoras de la clase Niágara, que tomaron su nombre de las locomotoras del Ferrocarril Central de Nueva York, con la misma configuración de ruedas. También fue la sede de varios sistemas de vía estrecha de 914 mm, que usaban vapor, tanto a escala nacional como regional.

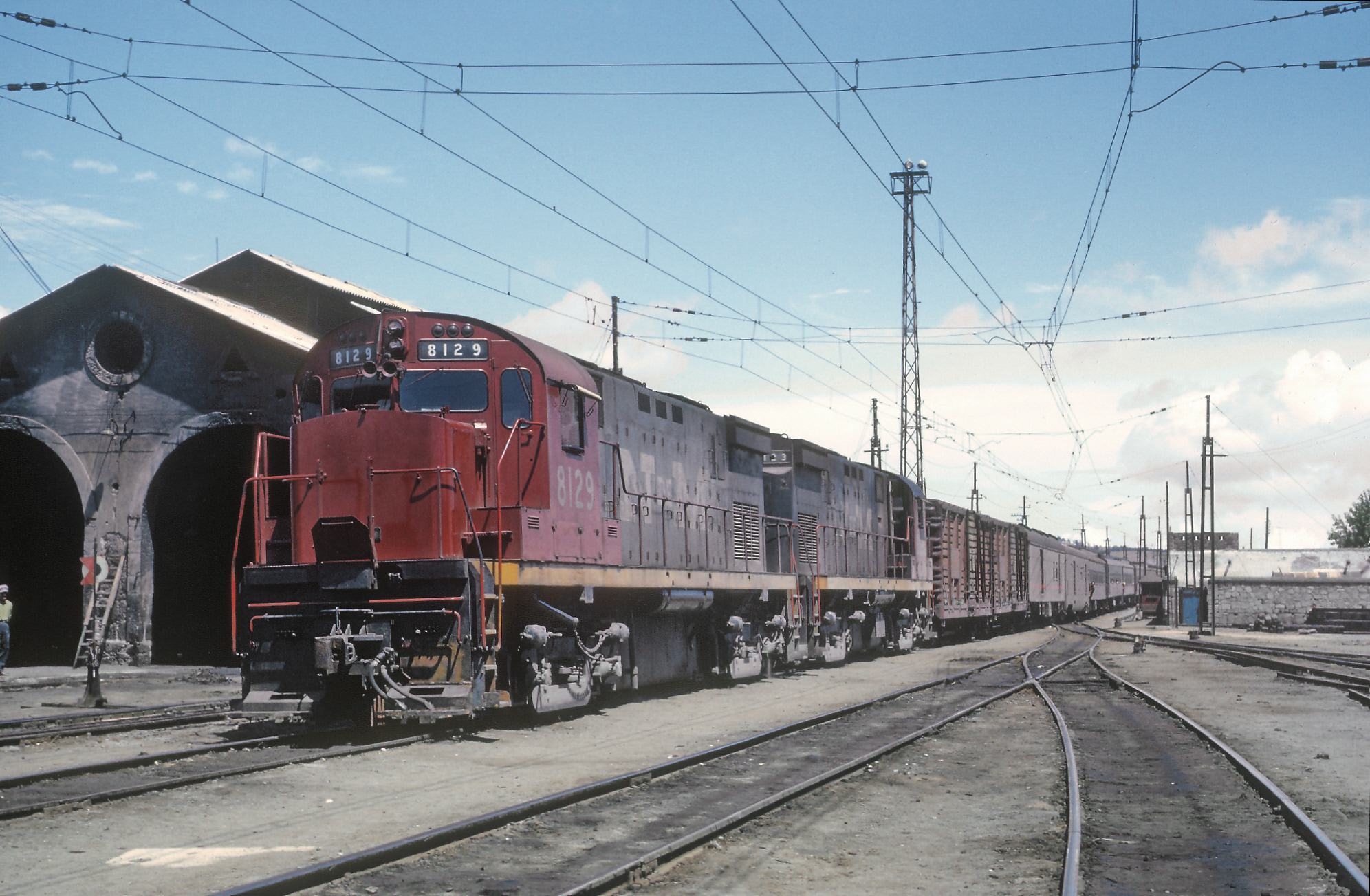
Una locomotora ALCO C424 8129 de FNM en 1966.

FNM fue uno de los pocos ferrocarriles Baldwin Locomotive Works fuera de los Estados Unidos: las únicas tres "unidades E de Baldwin" jamás construidas ("0660 1000/2 DE"), el DR-12-8-1500/2 "Centipede" y el AS-616. Dos de las tres locomotoras 0660 1000/2 DE habían estado en los principales ferrocarriles de los Estados Unidos en una gira de demostración en 1945. FNM las compró y ordenó una tercera en 1946. Las tres se averiaron constantemente y se retiraron poco después de su fábrica. No aparecen en la lista de locomotoras de FNM de 1950 y estuvieron durante años en el depósito de chatarra de San Luis Potosí. Notas en los archivos de la FNM en Puebla, México describen cómo una de estas locomotoras tuvo una rueda que se desintegró a alta velocidad, y también cómo las locomotoras Ciempiés fueron entregadas en 1948 con piezas faltantes.
En Acámbaro, Guanajuato, FNM operaba una de las pocas instalaciones en América Latina que era capaz de construir y hacer reconstrucciones completas de locomotoras de vapor, por lo tanto, con raras excepciones (como con la Niágara), la mayor parte de la fuerza motriz de vapor de FNM era comprada usada y reconstruida allí. Partes de la instalación y una locomotora de vapor 2-8-0 conservada permanecen como parte del museo ferroviario municipal de Acámbaro.

### Esquemas de pintura
- Las locomotoras de vapor, así como el ténder, estaban pintados de negro y las letras N de M y los números en color blanco.
- Las locomotoras diésel de esta empresa eran de color naranja o rojo en el frente hasta después de la cabina y verde olivo el resto de la máquina. Tenían las letras N de M y los números en color plata. Esto fue hasta los años 80.
- La frase "Unir-Servir" la ostentaban los carros de carga únicamente.
- Finalmente en los años 90 utilizaron el color azul en dos tonalidades y franjas naranjas delgadas, con las siglas FNM (y antes de estas siglas un escudo tricolor, que simbolizaba la bandera de los Ferrocarriles Nacionales de México, la cual tenía forma como de un águila de alas abiertas aunque en algunos carros e incluso en locomotoras iba pintado este símbolo en naranja o blanco por completo) y los números en color naranja (al incorporar los ferrocarriles bajo el régimen del gobierno mexicano y por parte de la SCT se crearon estos nuevos esquemas de pintura).

## Rutas y conexiones

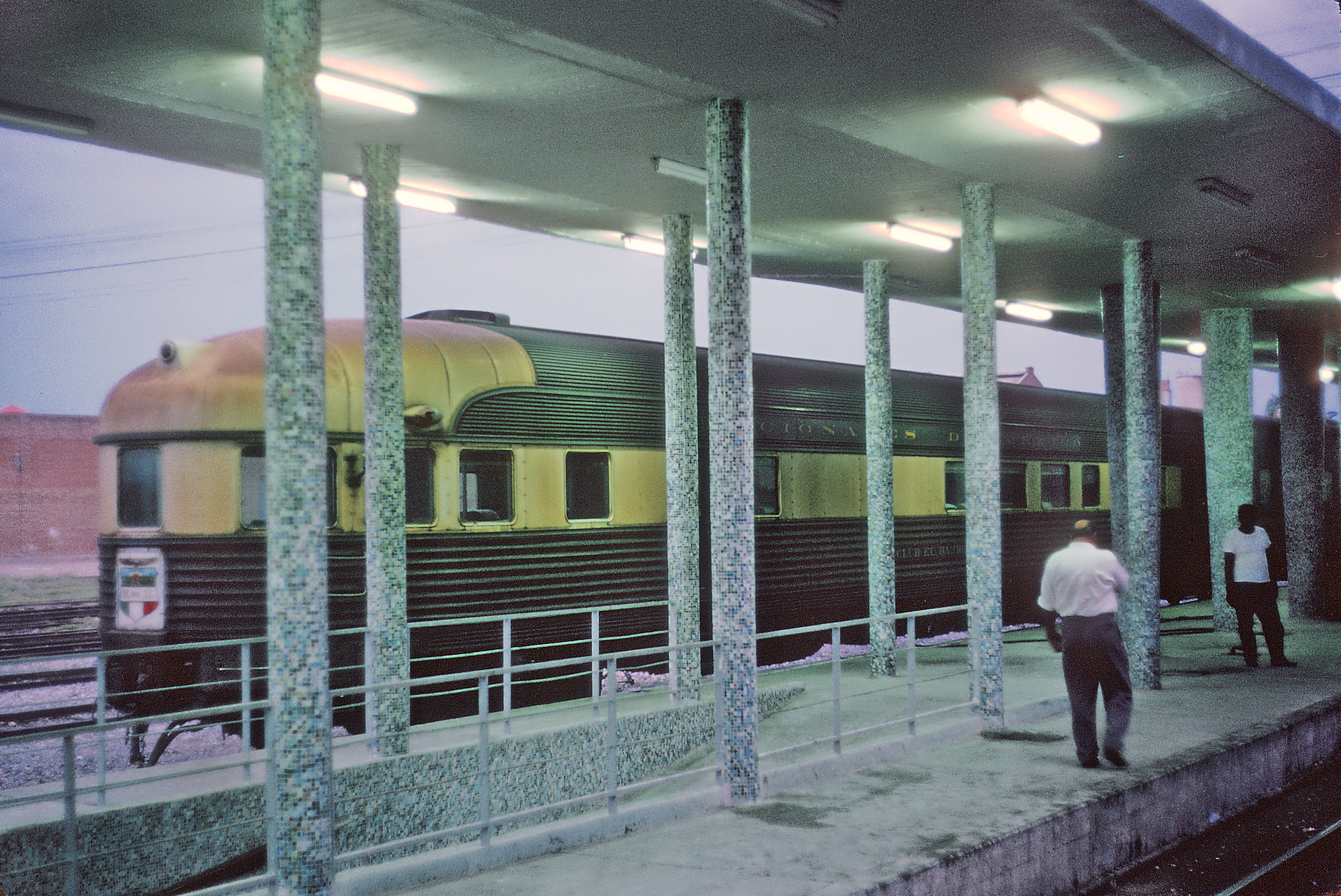
El Águila Azteca en la estación Buenavista en 1966.

Los trenes con nombre generalmente tenían nombres relacionados con el destino.
El servicio Águila Azteca/Texas Eagle estaba en conjunto con el Missouri Pacific Railroad. Posteriormente con Amtrak, se podrían hacer conexiones en Laredo con el Inter-American. Además de conexiones en Ciudad Juárez y Nuevo Laredo, hubo conexiones a trenes de Estados Unidos en Guadalajara, Piedras Negras y Matamoros. Hacia el sur había conexiones a Guatemala en Ciudad Hidalgo.

## En cultura popular
- En 1999, el artista sonoro y músico Chris Watson trabajó como grabador de audio para la BBC montando el "Ghost Train" en el cuarto episodio de la cuarta temporada de la serie documental de televisión Great Railway Journeys. Después de pasar entre cinco semanas y un mes en el viaje, Watson usó las grabaciones de campo para su álbum de 2011 El Tren Fantasma.[11][12][13]
- En 2016, un personaje ficticio llamado Carlos presentado en la película de Thomas y sus amigos The Great Race se basó en la locomotora de vapor 2-8-0 n.º 903 ex-Ferrocarriles Nacionales de México conservada.[14]